# Pneuma
A pneuma (πνεῦμα) görög szó, jelentése: szél, lehelet, lélegzet. Vallási és filozófiai kontextusban léleknek vagy szellemnek fordítják. Megkülönböztetendő a pszüché-től (ψυχή), amely "az élet leheletét" jelenti, de amelyet szintén "szellem"-nek vagy "lélek"-nek fordítanak.

## A Bibliában
Az Ószövetség nyomán az Újszövetségben is az ember Istentől ajándékozott, Isten szuverén rendelkezésétől függő benső elevenségét jelöli, amelynek mély dimenziói egyre világosabban kirajzolódnak a gondolkozásban: az életelv, a lélek, az ember szellemisége (→szellem), érzületével egyetemben; az ember Istentől kapott "pneumatikus" adománya az, amely Isten színe előtt megigazulttá és ezért az "élet" szó mélyebb értelmében élővé teszi őt. 
Az Ószövetség szerint Isten lelke (amelyet az ósz. szövegekben a rúah szó jelöl) képessé és erőssé tevő módon hat azokban a személyekben, akik az Isten tulajdonát jelentő nép hite és boldogulás számára fontosak (bírák, próféták, királyok stb.); jóságos lélekként vezeti a népet az Egyiptomból való kivonulás során (2Móz); óvó lélekként szól a próféták által; teremtően megelevenítő lélekként eredményezi a száműzetés utáni megújulást (Ez 37,1-14). 
Az isteni lélek jövetelét nem ritkán a "kiáradás" szóval jelölik, ill. jellemzik, így pl. Jóel 3,1 egyetemes érvényű eszkatologikus ígéretében is. 
A pneuma a bölcsességgel szorosan összekapcsolódva szerepel a bölcsességi irodalomban.
Isten lelke nemcsak a hithű emberekben van erőteljesen jelen, hanem kozmikus jelenlétével a világegyetemet is betölti. 
Az újszövetségi gyermekségtörténetek a Szentlélekre vezetik vissza Jézus fogantatását.
A Szentlélek száll rá látható alakban Jézusra, a Szentlélek vezérli őt, és a Szentlélekben dicsőíti Jézus az Istent. 
Pál – apostoli öntudata szerint az isteni Lélek birtokában – nyomatékosan emlékeztet az isteni Lélek jelenlétére és működésére minden megkereszteltben.  A pneuma ragadja ki a megkeresztelteket a bűn és a halál birodalmából.
A Szentlélektől eredeztethető az ima kezdeményezése és megvalósulása. A Szentlélek a "Lélek gyümölcseiről" ismerhető fel. A Szentlélek a megváltás reményét ajándékozza azoknak, akik a Szentlélek "zsengéjének" birtokosai.
Az egy Lélekkel történő keresztelés által a hívők egy testté lesznek. Intelem figyelmezteti őket, hogy ki ne oltsák a Lelket.
Pál a közösségek kialakulását elősegítő lelki adományokról beszél, mindazonáltal óv ezek túlértékelésétől. Egymással kölcsönös ellentmondásban látja a betűt és a lelket de éppígy a húst (testet) és a lelket is. Az isteni pneuma teszi képessé Jézus Kürioszként történő megvallására.
Pál apostol az isteni pneumát Jézus Krisztus lelkének tekinti – olyannyira annak, hogy a Kürioszt a Lélekkel azonosítja.
Figyelemre méltóak azok a szöveghelyek, amelyekben "triadikus formulák" és a hatásmódokról szóló különféle leírások segítségével esik szó a Szentlélekről: 1Kor 12,4-28 ; 2Kor 13,13
A lukácsi kettős mű (Luk, ApCsel) a Szentlélek működését hangsúlyozza az apostolokban, a tanítványokban és egyetemleges módon az egyházban. Lukács evangéliuma és az Apostolok cselekedetei szerint, de még inkább János evangéliuma szerint az Istenhez felemelt Jézus Krisztus az, aki a Szentlelket ajándékozza vagy küldi. A jánosi teológiában az isteni lélek mint Paraklétosz segít hozzá ahhoz, hogy igazság és ember egyek legyenek. 
Összességében tekintve mindkét szövetségnek a pneumára vonatkozó szöveghelyei Istennek a Szentlelke általi működését tanúsítják, amely működés – a kereszténység fő irányzata szerint – abszolút szabad, szuverén és "személyes", tehát semmi esetre sem valamiféle személytelen erő működése.

## Megjegyzés
1. ↑  Bölcsességi irodalom: Jób, a Példabeszédek és a Prédikátor könyve, az Énekek Éneke, a Zsoltárok
2. ↑  Küriosz: Jézus legjellemzőbb, tiszteletet, bizalmat és dicséretet kifejező címe